# Khaman Maluach
Khaman Madit Maluach (* 14. září 2006 Rumbek) je jihosúdánský basketbalista.
Pochází z národa Dinků. Vyrůstal v Ugandě, kam jeho rodina uprchla po vypuknutí občanské války v roce 2013. Ve třinácti letech vstoupil do basketbalového kempu Luola Denga a pak do NBA Academy Africa v Senegalu. Jako patnáctiletý debutoval v Africké basketbalové lize (BAL), hrál za kluby Cobra Sport v Džubě, AS Douanes v Dakaru a City Oilers v Kampale. V roce 2023 hrál s AS Douanes finále BAL a o rok později vyhrál v této soutěži statistiku doskoků. Trénoval v rámci projektu Basketball Without Borders v Johannesburgu a byl vyhlášen nejužitečnějším hráčem sezóny.
V roce 2024 odešel do USA a začal studovat na Dukeově univerzitě v Severní Karolíně. S univerzitním týmem Blue Devils byl semifinalistou celostátního mistrovství National Collegiate Athletic Association, dosáhl průměru 8,6 bodu na zápas a byl zařazen mezi nejlepší nováčky Atlantic Coast Conference. O rok později byl draftován na desátém místě týmem National Basketball Association Houston Rockets, který jej po draftu přenechal Phoenix Suns výměnou za Kevina Duranta. Stal se nejvýše draftovaným absolventem NBA Academy Africa v historii. Jeho působení v NBA bylo ohroženo, když v dubnu 2025 americká vláda zrušila platnost víz pro občany Jižního Súdánu, avšak podařilo se mu vyjednat výjimku P-1 pro vrcholové sportovce.
S basketbalovou reprezentací Jižního Súdánu startoval na mistrovství světa v basketbalu mužů 2023, kde jeho tým skončil na sedmnáctém místě. Maluach byl v necelých sedmnácti letech nejmladším hráčem turnaje a jedním ze třech nejmladších účastníků v historii šampionátu. Zúčastnil se také Letních olympijských her 2024, kde Jižní Súdán obsadil deváté místo. Také na olympiádě byl nejmladším účastníkem.
Khaman Maluach měří 218 cm a váží 113 kg, rozpětí paží má 231 cm. Hraje na pozici pivotmana a jeho basketbalovým vzorem je Giannis Antetokounmpo.